# Грамматикопуло, Георгий Саввич
Гео́ргий (Ергули, Юрий) Са́ввич Грамматикопуло (Граматикопуло) (7 марта 1930, Сухум, Социалистическая Советская Республика Грузия — 1992) — советский футболист, нападающий. Играл за клубы «Динамо» из Тбилиси, Ленинграда, Киева и Сухуми, а также за тбилисский «Спартак». Мастер спорта, заслуженный тренер Грузинской ССР.

## Карьера
Грек по происхождению. Начинал карьеру на уровне команд мастеров в «Динамо» Тбилиси. В 1949 году дебютировал в группе «А». Сыграл в том сезоне 16 матчей. В следующем году сыграл пять матчей.
В 1951 году выступал за тбилисский «Спартак».
С 1952 по 1953 год был игроком ленинградского «Динамо». В 1954 пришёл в киевское «Динамо». За этот клуб играл 5 лет, провёл 97 матчей и забил 21 гол; обладатель Кубка СССР (1954). В 1960 вновь играл за тбилисское «Динамо». С 1961 по 1962 — в «Динамо» Сухуми в классе «Б».
Всего в чемпионате СССР сыграл 210 матчей и забил 26 голов.
После завершения карьеры работал вторым тренером, старшим тренером и начальником команды в «Торпедо» Кутаиси и «Динамо» (Сухуми).